# Cantone di Gravelines
Il Cantone di Gravelines era una divisione amministrativa dell'arrondissement di Dunkerque.
È stato soppresso a seguito della riforma complessiva dei cantoni del 2014, che è entrata in vigore con le elezioni dipartimentali del 2015.
Comprendeva i comuni di:
- Craywick
- Grand-Fort-Philippe
- Gravelines
- Loon-Plage
- Saint-Georges-sur-l'Aa